# Perissocope bayeri
Perissocope bayeri is een eenoogkreeftjessoort uit de familie van de Harpacticidae. De wetenschappelijke naam van de soort is voor het eerst geldig gepubliceerd in 1964 door Vervoort.